# Leptostylus plumeoventris
Leptostylus plumeoventris är en skalbaggsart som beskrevs av Linsley 1934. Leptostylus plumeoventris ingår i släktet Leptostylus och familjen långhorningar. Inga underarter finns listade i Catalogue of Life.